# Eisriese (Astronomie)
Ein Eisriese ist ein Riesenplanet, der hauptsächlich aus flüchtigen chemischen Verbindungen wie Wasser (H2O), Ammoniak (NH3) oder Methan (CH4) besteht und eine mächtige Atmosphäre aus leichten Elementen besitzt. Im Sonnensystem gibt es zwei Eisriesen, Uranus und Neptun. Bei der Suche nach dem hypothetischen Planeten Neun geht man auch von einem Eisriesen aus.
Außerhalb des Sonnensystems wurde der erste Eisriese 2014 gefunden. Er erhielt die Bezeichnung OGLE-2008-BLG-092L Ab. Es gibt auch Exoplaneten, die Eisriesen ähnlich sind, aber sich in wesentlichen Eigenschaften unterscheiden: die Hot Neptunes stellen eine Unterklasse der Eisriesen dar, die Mini-Neptune hingegen gelten als eigene Klasse.
Der Begriff „Eisriese“ kann leicht missverstanden werden: der Großteil des Materials in Eisriesen ist nicht kalt und liegt nicht in gefrorener Form vor, sondern in Form eines heißen überkritischen Fluids. Dies ist ein Aggregatzustand, der unter hohem Druck und hoher Temperatur Eigenschaften von Gasen und Flüssigkeiten vereint.

## Terminologie
Relativ lange galten alle vier Riesenplaneten des Sonnensystems als Gasplaneten oder Gasriesen. Zwar wurde bereits in den späten 1940er Jahren klar, dass Uranus und Neptun eine signifikant andere Zusammensetzung als Jupiter und Saturn haben. Dennoch zählte man sie für lange Zeit weiter zu den Gasriesen und nicht zu einer eigenen Planetenklasse.
Jupiter und Saturn bestehen zu mehr als 90 Massenprozent aus Wasserstoff, Uranus und Neptun dagegen nur zu etwa 80 Massenprozent. Aus diesem Grund wurde eine eigene Bezeichnung für diese Planetenklasse geprägt. In der Astrophysik und Planetologie wird der Begriff „Eise“ verwendet, um flüchtige chemische Verbindungen zu bezeichnen, deren Gefrierpunkte oberhalb von etwa 100 Kelvin liegen – wie etwa Wasser, Ammoniak oder Methan – unabhängig davon, in welchem Aggregatzustand diese Verbindungen vorliegen. Das prägte den Gebrauch, diese Planeten als Eisriesen zu bezeichnen. Der Begriff deckt sich außerdem damit, dass das Material des Planeten bei dessen Entstehung in gefrorener Form oder in Form von Gas, das in Wassereis eingeschlossen ist, vorlag.
Zuerst kam der Begriff „Eisriese“ in den frühen 1970er Jahren in der Science-Fiction-Literatur auf. Seine erste wissenschaftliche Verwendung war wahrscheinlich 1978 in einem NASA-Bericht. In den 1990er Jahren erfuhr er schließlich weite Verbreitung.

## Eigenschaften

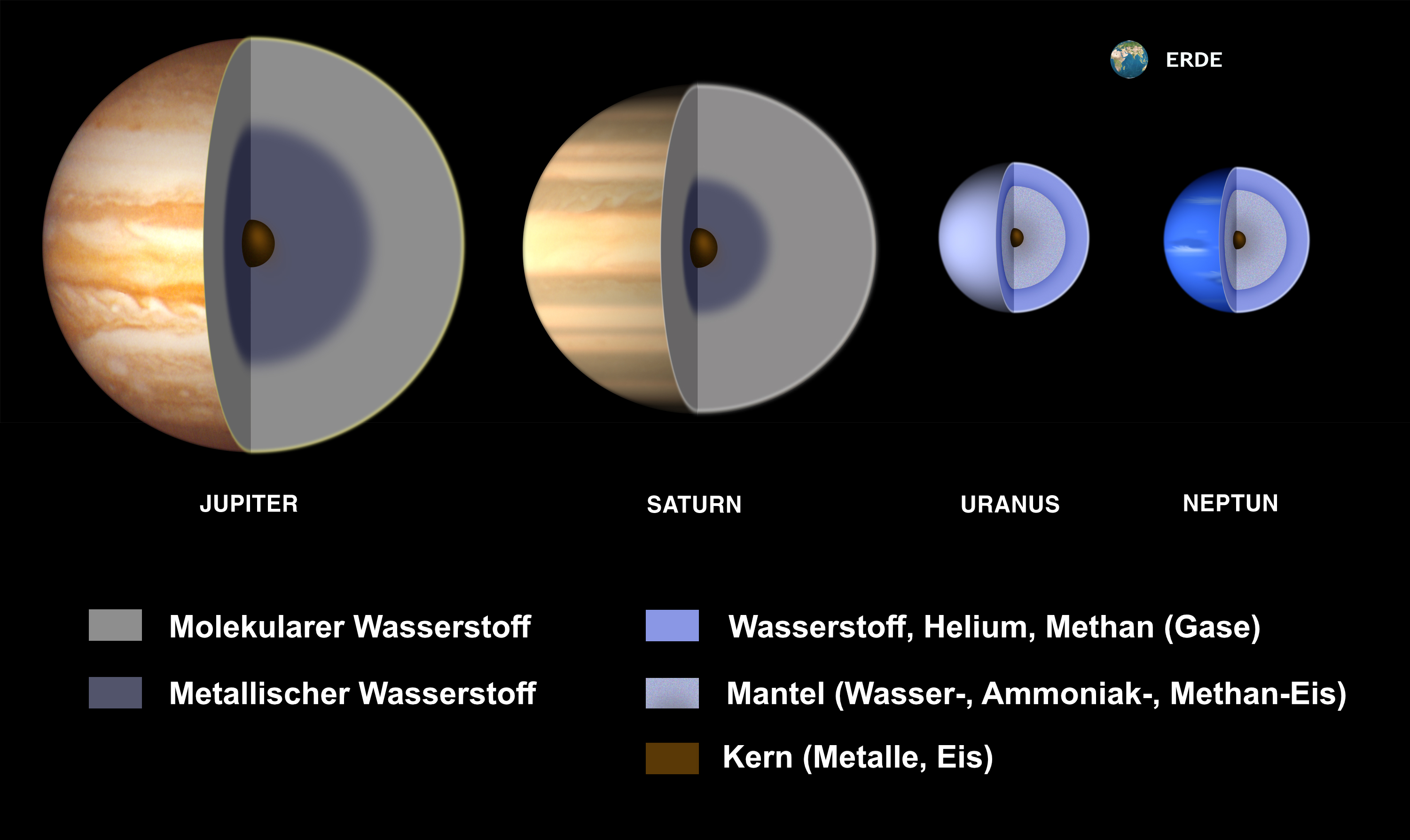
Innerer Aufbau der vier Riesenplaneten des Sonnensystems.

Uranus hat etwa die 15-fache Erdmasse, Neptun etwa die 17-fache. Damit sind die beiden Eisriesen weitaus massereicher als die Erde, aber deutlich masseärmer als die Gasriesen Jupiter (etwa 318-fache Erdmasse) und Saturn (etwa 95-fache Erdmasse). Sie sind auch weitaus größer im Durchmesser als die Erde, und deutlich kleiner als die Gasriesen.
Die Eisriesen und die Gasriesen des Sonnensystems haben sehr unterschiedliche Eigenschaften. Bei den Gasriesen nimmt man an, dass ihr Wasserstoff (in metallischer, also elektrisch leitfähiger Form) unter enormem Druck bis hinunter zu ihren (vermutlich flüssigen) Gesteinskernen reicht. Die Eisriesen hingegen bestehen hauptsächlich aus schwereren Elementen. Entsprechend den Häufigkeiten der chemischen Elemente im Universum sind dies am wahrscheinlichsten Sauerstoff, Kohlenstoff, Stickstoff und Schwefel.
Zwar besitzen auch Eisriesen Wasserstoffhüllen, diese sind jedoch viel kleiner und machen nicht den Großteil des Planeten aus. Allerdings erschweren die Wasserstoffhüllen die Beobachtung des Inneren der Eisriesen, und daher ist das bisherige Wissen um deren Zusammensetzung und Entwicklung begrenzt.

### Atmosphäre und Wetter
Aus dem Studium der atmosphärischen Muster der Eisriesen lassen sich Erkenntnisse für die Atmosphärenphysik gewinnen. Ihre spezielle Zusammensetzung ist die Ursache für charakteristische atmosphärische Prozesse. Außerdem erhalten die Eisriesen in ihren fernen Umlaufbahnen weitaus weniger Sonnenlicht als alle anderen Planeten des Sonnensystems, und aus diesem Grund ist der Einfluss ihrer inneren Eigenwärme auf die Wettermuster größer.
Die Atmosphäre von Uranus verleiht dem Planeten das Aussehen einer türkisfarbenen, ebenmäßigen Perle. Neptun ist bläulicher und hat deutlich stärker erkennbare atmosphärische Strukturen. Bei beiden Eisriesen stammt die blau-grüne Farbe von Methankristallen in den oberen Atmosphärenschichten. Als weitere mögliche Aerosole in der oberen Atmosphäre sind Ammoniakeis, Wassereis und Ammoniumhydrogensulfid – (NH4)HS – denkbar.
In ihren Bewegungsmustern weisen die gasförmigen äußeren Hüllen der Eisriesen viele Ähnlichkeiten zu denen der Gasriesen auf. Es gibt dort langlebige starke Winde in den Äquatorialzonen, Polarwirbel, große Kreislaufsysteme und komplexe chemische Prozesse, die von oben durch UV-Strahlung und von Durchmischungen mit der tieferen Atmosphäre angetrieben werden. Die größte sichtbare Struktur auf Neptun ist der Große Dunkle Fleck (englisch „Great Dark Spot“). Alle paar Jahre löst er sich auf und erscheint dann wieder, im Unterschied zum Großen Roten Fleck des Jupiters, der schon seit Jahrhunderten besteht.
Es gibt bisher keine vollständigen mathematischen Modelle, die die Atmosphäreneigenschaften der Eisriesen erklären. Diese zu verstehen, würde unser Verständnis von Riesenplanetenatmosphären insgesamt voranbringen, und damit auch unser Verständnis der Atmosphären von Hot Jupitern und von Exoplaneten, deren Massen und Radien zwischen denen der Riesen- und Gesteinsplaneten des Sonnensystems liegen.

### Innerer Aufbau

Der vermutete innere Aufbau von Uranus und Neptun:
(1) Obere Atmosphäre, Wolkendecke
(2) Atmosphäre aus Wasserstoff, Helium und Methangas
(3) Mantel aus Wasser, Ammoniak und Methaneis
(4) Fester Kern aus Silikaten und Nickel-Eisen

Die Wasserstoff-Methan-Atmosphären der beiden Eisriesen des Sonnensystems haben nach unten keine feste Begrenzung, sondern gehen in einen überkritischen Zustand über, an dem das Gas unter so hoher Temperatur und so hohem Druck steht, dass es zum Fluid wird. Metallischen Wasserstoff kann es in diesen Planeten nicht geben, dazu reicht der Druck nicht aus. Den Großteil der Planeten bildet ein Mantel, über den bisher nur wenig bekannt ist. Er besteht vermutlich aus Wasser, Ammoniak und Methaneis in einem heißen, dichten fluiden Zustand mit hoher elektrischer Leitfähigkeit. Planetologen bezeichnen ihn wegen seiner chemischen Bestandteile als „Eis“, es handelt sich aber nicht um Eis im üblichen Wortsinn. Der Mantel wird von manchen Autoren ein Wasser-Ammoniak-Ozean genannt.
Mit zunehmender Tiefe steigen der Druck und die Temperatur im Mantel möglicherweise derart an, dass die Methanmoleküle aufgebrochen werden und es Diamanten „hagelt“. Experimenten des Lawrence Livermore National Laboratorys zufolge könnte auch ein Ozean aus flüssigem Diamant, in dem „Eisberge“ aus Diamant treiben, möglich sein.
Im Innersten besitzen Uranus und Neptun wahrscheinlich einen festen Kern aus Gestein (Silicaten) und Metall (vor allem Nickel und Eisen). Der Kern von Uranus wird auf 0,55 Erdmassen geschätzt, der von Neptun auf 1,2 Erdmassen.

### Wärmestrahlung
Von allen bekannten Riesenplaneten des Sonnensystems emittiert Neptun die größte innere Wärme pro Einheit aufgenommenen Sonnenlichts, etwa das 2,6-Fache. Der nächststärkere Wärmestrahler ist Saturn mit dem 1,8-Fachen. Die geringste Wärme emittiert Uranus, mit nur einem Zehntel des Wertes von Neptun. Dies hängt vielleicht mit seiner extremen Achsneigung von 98˚ zusammen, die für völlig andere jahreszeitliche Wechsel sorgen als die der anderen Planeten im Sonnensystem.

## Entstehung
Wie Gesteinsplaneten und Gasriesen entstehen, ist relativ simpel und wissenschaftlich weitgehend unstrittig. Die Gesteinsplaneten des Sonnensystems sind entstanden, indem sich bei der Verdichtung der protoplanetaren Scheibe Staubteilchen zunehmend durch Kollisionen zu größeren Körpern verbunden haben. So entstanden Planetesimale und aus diesen schließlich Planeten. Für die Entstehung von Gasriesen wie Jupiter und Saturn nimmt man an, dass sich zunächst auf die gleiche Weise feste Kerne von etwa 10 Erdmassen geformt haben. Diese akkretierten dann im Verlauf weniger Millionen Jahre Gashüllen aus dem sie umgebenden Sonnennebel. Es gibt daneben auch alternative Modelle für die Entstehung der Gasriesen wie die 2015 vorgeschlagene pebble accretion. Manche extrasolaren Gasriesen könnten auch durch gravitative Instabilitäten in der protoplanetaren Scheibe entstanden sein.
Die Entstehung von Uranus und Neptun durch einen ähnlichen Prozess der Kern-Akkretion zu erklären, ist weitaus problematischer. Die Fluchtgeschwindigkeit kleiner Protoplaneten, die sich etwa 20 Astronomische Einheiten von der Sonne befinden, ist in einer ähnlichen Größenordnung wie ihre relativen Geschwindigkeiten. Wenn solche Körper die Umlaufbahnen von Saturn oder Jupiter kreuzen, würden sie entweder aus dem Sonnensystem geschleudert, in die Gasriesen verschluckt, oder in exzentrische Kometenumlaufbahnen gebracht. Deshalb gibt es keinen Konsens, aber verschiedene vorgeschlagene Ansätze für die Entstehung der Eisriesen.

### Migration
Eine einfache Lösung, die die Umlaufbahn-Schwierigkeiten von Protoplaneten in einer Distanz von 20 AU oder mehr vom Zentrum umgeht, ist die, dass sich Uranus und Neptun zwischen den Umlaufbahnen von Jupiter und Saturn gebildet haben und von dort durch Migration in ihre äußeren Umlaufbahnen gelangt sind.

### Scheiben-Instabilitäten
Regionen in der protoplanetaren Scheibe mit leicht höherer Dichte – gravitative Instabilitäten – können Modellrechnungen zufolge in nur 1000 Jahren zur Bildung von Klumpen führen, die zu Planeten in Distanzen zwischen 10 und 30 AU vom Zentrum werden. Das ist ein wesentlich schnellerer Prozess als der der Kernakkretion, welcher 100.000 bis 1.000.000 Jahre benötigt. Es gibt mehrere vorgeschlagene Szenarien, wie solche Instabilitäten in einer zuvor stabilen Scheibe entstehen können: Beispielsweise kann eine nahe Begegnung mit einem anderen Protostern dazu führen. Eine Scheibe, die sich magnetisch entwickelt, hat wahrscheinlich wegen Schwankungen des Ionisationsgrades magnetische Totzonen, an denen sich Materie anhäuft, die durch Magnetkräfte bewegt wird. Und es kann auch durch die Art und Weise zustande kommen, wie die Scheibe Materie akkretiert.

### Photoevaporation
Man hat in protoplanetaren Scheiben im Sternhaufen Trapez im Orionnebel das Phänomen der Photoevaporation beobachtet. Von Theta1 Orionis C geht extrem ultraviolette Strahlung aus. Die Einwirkung solch hochenergetischer Photonen beraubt Planeten ihrer Atmosphären. Hieraus ergibt sich ein weiterer möglicher Mechanismus für die Bildung von Eisriesen: Nachdem sich protoplanetare Gasriesen mit mehreren Jupitermassen gebildet haben, wird der Großteil ihrer Wasserstoffhüllen durch EUV-Strahlung eines nahen massereichen Sterns weggerissen.
Im Carinanebel ist die EUV-Bestrahlungsstärke ungefähr 100 Mal höher als im Orionnebel. Protoplanetare Scheiben sind in beiden Nebeln vorhanden. Die höhere EUV-Strahlung im Carinanebel sollte dort die Bildung von Eisriesen begünstigen.

## Erforschung von Eisriesen mit Sonden

### Vergangene Missionen
- Voyager 2 (NASA-Sonde, die 1985–1986 Uranus und 1989 Neptun besuchte)

### Vorgeschlagene Missionen
- Uranus Pathfinder (2010 vorgeschlagen)
- Uranus Orbiter and Probe (2011 vorgeschlagen; von der NASA 2017 in Betracht gezogen)
- MUSE (Mission to Uranus for Science and Exploration, 2012 vorgeschlagen; von der NASA 2014 und von der ESA 2016 in Betracht gezogen)
- Outer Solar System[19] (2012 vorgeschlagen)
- ODINUS (2013 vorgeschlagen, aus zwei Einzelsonden bestehend, die sich trennen und von denen eine zum Uranus und eine weiter zum Neptun fliegt)
- Triton Hopper (2015 vorgeschlagen; wurde von der NASA 2018 in Betracht gezogen)
- Oceanus (2017 vorgeschlagen)